# Stor-Norsjöberget
Stor-Norsjöberget är ett naturreservat i Åsele kommun i Västerbottens län.
Området är naturskyddat sedan 2009 och är 50 hektar stort. Reservatet omfattar toppen av Stor-Norsjöberget, dess norrar sluttning och en bit av dess södra. Reservatet består av urskogsartad granskog med inslag av tall och lövträd.